# Le Roy (Illinois)
Le Roy je grad u američkoj saveznoj državi Ilinois. Prema popisu stanovništva iz 2010. u njemu je živjelo 3.560 stanovnika.